# Synopeas maculipes
Synopeas maculipes är en stekelart som först beskrevs av William Harris Ashmead 1887.  Synopeas maculipes ingår i släktet Synopeas och familjen gallmyggesteklar. Inga underarter finns listade i Catalogue of Life.